# Indicatifs régionaux 430 et 903

Carte de l'État du Texas avec les territoires de ses indicatifs régionaux. Le territoire des indicatifs régionaux 430 et 903 est en blanc.

Les indicatifs régionaux 430 et 903 sont deux des multiples indicatifs téléphoniques régionaux de l'État du Texas aux États-Unis.
Ces indicatifs desservent le nord-est de l'État, incluant, entre autres, les villes de Texarkana, Tyler et Sherman.
La carte ci-contre indique en blanc le territoire couvert par les indicatifs 430 et 903.
Les indicatifs régionaux 430 et 903 font partie du plan de numérotation nord-américain.

## Comtés desservis par les indicatifs
Anderson, Bowie, Camp, Cass, Cherokee, Delta, Fannin, Franklin, Freestone, Grayson, Gregg, Harrison, Henderson, Hill, Hopkins, Hunt, Kaufman, Lamar, Leon, Madison, Marion, Morris, Navarro, Panola, Rains, Red River, Rusk, Smith, Titus, Upshur, Van Zandt et Wood

## Villes desservies par les indicatifs
Alba, Annona, Arp, Arthur City, Athens, Avery, Avinger, Bagwell, Bailey, Barry, Beckville, Bells, Ben Franklin, Ben Wheeler, Big Sandy, Bivins, Bloomburg, Blooming Grove, Blossom, Bogata, Bonham, Brashear, Brookston, Buffalo, Bullard, Caddo Mills, Campbell, Canton, Cason, Cayuga, Celeste, Centerville, Chatfield, Chicota, Clarksville, Clayton, Coffee City, Collinsville, Commerce, Como, Cookville, Cooper, Corsicana, Cumby, Cuney, Cunningham, Daingerfield, De Berry, DeKalb, Denison, Deport, Detroit, Dew, Diana, Dike, Dodd City, Douglassville, Easton, Ector, Edgewood, Elkhart, Elysian Fields, Emory, Enloe, Eustace, Fairfield, Flint, Frankston, Frost, Fruitvale, Gallatin, Gary, Gilmer, Gober, Golden, Gordonville, Grand Saline, Greenville, Gunter, Henderson, Honey Grove, Hooks, Howe, Ivanhoe, Jacksonville, Jefferson, Jewett, Joinerville, Jonesville, Judson, Karnack, Kemp, Kildare, Kilgore, Kirvin, Klondike, Ladonia, Laird Hill, Lake Creek, Laneville, Larue, Leesburg, Leona, Leonard, Lindale, Linden, Lodi, Lone Oak, Lone Star, Long Branch, Longview, Mabank, Marietta, Marquez, Marshall, Maud, Maydelle, McLeod, Merit, Mertens, Midway, Minden, Mineola, Mount Enterprise, Mount Pleasant, Mount Vernon, Naples, Nash, Neches, New Boston, New London, New Summerfield, Oakwood, Omaha, Ore City, Overton, Palestine, Panola, Paris, Pattonville, Pecan Gap, Petty, Pickton, Pittsburg, Point, Pottsboro, Powderly, Powell, Poynor, Price, Purdon, Queen City, Quinlan, Quitman, Randolph, Ravenna, Redwater, Rice, Richland, Roxton, Sadler, Saltillo, Savoy, Scottsville, Scroggins, Selman City, Sherman, Simms, Southmayd, Streetman, Sulphur Bluff, Sulphur Springs, Sumner, Talco, Tatum, Telephone, Tennessee Colony, Texarkana, Tom Bean, Trenton, Tyler, Union Valley, Van Alstyne, Van, Waskom, White Oak, Whitehouse, Whitesboro, Whitewright, Windom, Winfield, Winona, Wolfe City, Woodlawn et Yantis